# Ophiodiscus sulcatus
Ophiodiscus sulcatus är en havsanemonart som beskrevs av Hertwig 1882. Ophiodiscus sulcatus ingår i släktet Ophiodiscus och familjen Actinostolidae. Inga underarter finns listade i Catalogue of Life.